# Kelewan
Kelewan är den fantasyvärld där Raymond E Feists bokserie Imperiets dotter utspelar sig. Serien Kriget om Rämnan av samma författare utspelar sig även den delvis i denna fantasyvärld. Kelewan består av tre stora kontinenter:
- Imperiet Tsuranuanni
- Konfederationen Thuril
- Det förlorade landet Tsubar